# 톰 틸리스
토마스 롤랜드 틸리스(Thomas Roland Tillis, 1960년 8월 30일 ~ )는 미국의 정치인이다.

## 학력
- 채터누가 스테이트 커뮤니티 대학
- 메릴랜드 글로벌 캠퍼스 대학 이학사

## 경력
- 2007.01 ~ 2015.01 제148·149·150·151대 노스캐롤라이나 제98선거구 하원의원
- 2011.01 ~ 2015.01 노스캐롤라이나 하원의장
- 2015.01 ~ 2027.01 제114·115·116·117·118·119대 노스캐롤라이나 연방상원의원

## 역대 선거 결과
| 선거명      | 직책명                               | 대수  | 정당   | 득표율  | 득표수      | 결과 | 당락                           |
| ----------- | ------------------------------------ | ----- | ------ | ------- | ----------- | ---- | ------------------------------ |
| 2006년 선거 | 하원의원 (노스캐롤라이나 제98선거구) | 148대 | 공화당 | 100.00% | 14,479표    | 1위  | 노스캐롤라이나 주의원 당선     |
| 2008년 선거 | 하원의원 (노스캐롤라이나 제98선거구) | 149대 | 공화당 | 100.00% | 38,875표    | 1위  | 노스캐롤라이나 주의원 당선     |
| 2010년 선거 | 하원의원 (노스캐롤라이나 제98선거구) | 150대 | 공화당 | 100.00% | 23,451표    | 1위  | 노스캐롤라이나 주의원 당선     |
| 2012년 선거 | 하원의원 (노스캐롤라이나 제98선거구) | 151대 | 공화당 | 100.00% | 27,971표    | 1위  | 노스캐롤라이나 주의원 당선     |
| 2014년 선거 | 상원의원 (노스캐롤라이나 제2부)      | 114대 | 공화당 | 48.82%  | 1,423,259표 | 1위  | 노스캐롤라이나주 상원의원 당선 |
| 2020년 선거 | 상원의원 (노스캐롤라이나 제2부)      | 117대 | 공화당 | 48.69%  | 2,665,598표 | 1위  | 노스캐롤라이나주 상원의원 당선 |